# Krotaly

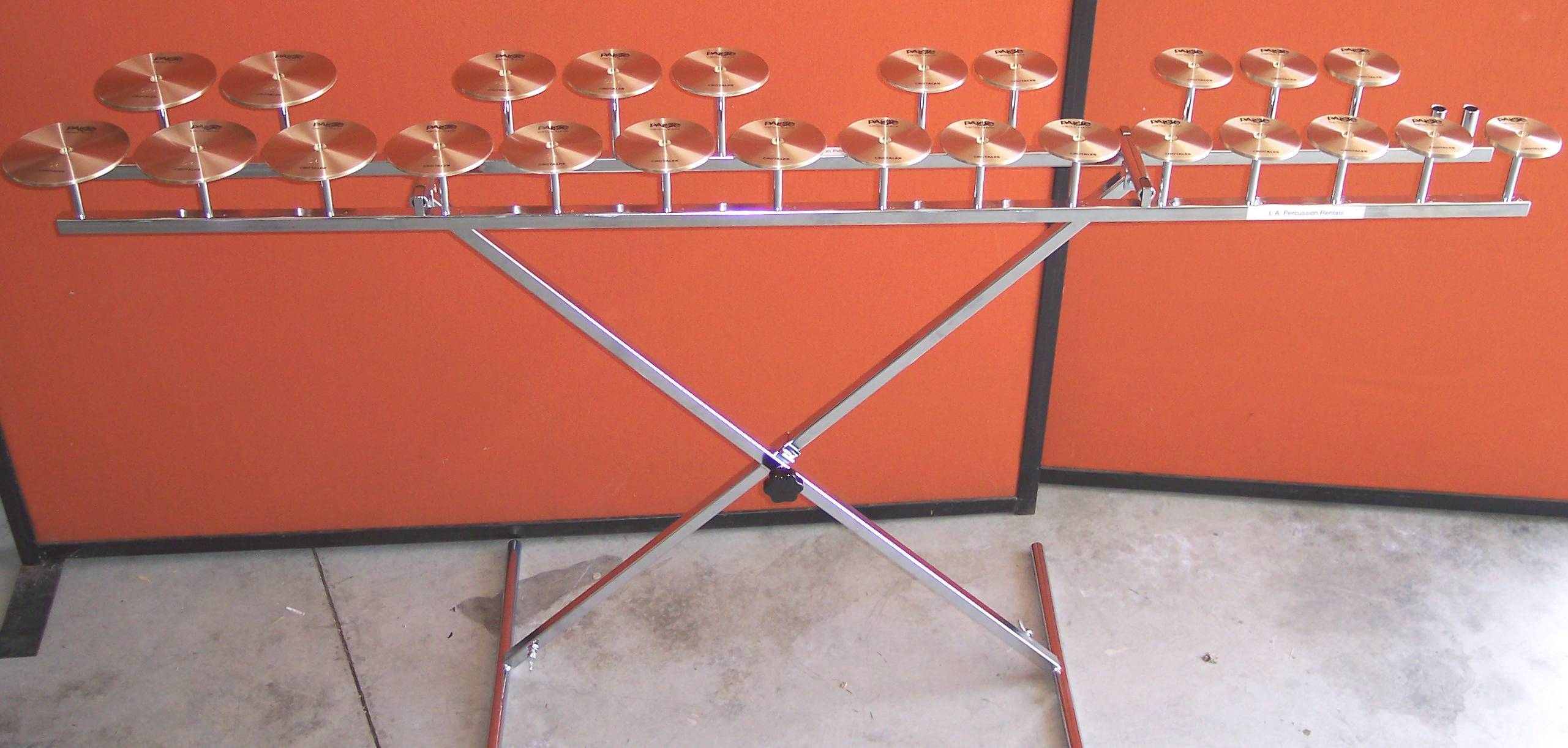
Krotaly

Krotaly, někdy nazývané též krotály, pompejské talířky, antické talíře nebo antické činelky, jsou bicí nástroje skládající se z malých, laděných bronzových nebo mosazných disků. Každý má průměr asi 10 cm.
Běžně se hrají údery tvrdými paličkami. Mohou se však také hrát smyčcem nebo úderem dvou disků o sebe stejným způsobem jako u prstových činelků. Jejich zvuk se podobá malému laděnému zvonku, jen má mnohem jasnější zvuk a mnohem delší rezonanci. Podobně jako laděné prstové činelky jsou i krotaly tlustší a větší; mají v sobě i lehké drážky.
Název pochází z řeckého crotalon, pro kastanětu nebo chrastítko.
Moderní krotaly jsou uspořádány chromaticky a mají rozsah až dvou oktáv. Obvykle jsou k dispozici v sadách (obvykle jedna oktáva), ale lze je zakoupit i jednotlivě.
S krotaly se zachází jako s transpozičními nástroji; hudba pro krotaly se píše o dvě oktávy níže, než je zvuková výška, aby se minimalizovaly řádky notové osnovy.
Jiná forma krotalu se vyskytuje v pravěkém Irsku. Národní muzeum Irska a Britské muzeum mají k dispozici několik ukázek z pozdní doby bronzové (c. 800 př. n. l.), které byly nalezeny v Dowris Hoard, vedle různých dechových dechových nástrojů. Jsou to bronzové válce v hrubém tvaru býčího varlete, s kouskem pečené hlíny nebo kamínkem uvnitř. Předpokládá se, že fungovaly jako druh chrastítka.
V pokladu jich bylo celkem 48 ve dvou velikostech. Jsou známy pouze dva další příklady, oba irské.